# Germaan
Germaan ist der Name einer niederländischen Fahrradfabrik des 20. Jahrhunderts.
Das Unternehmen wurde 1894 in Meppel gegründet und nahm 1904 die industrielle Produktion von Fahrrädern auf.

Germaan stellte vor allem das typische Hollandrad her.

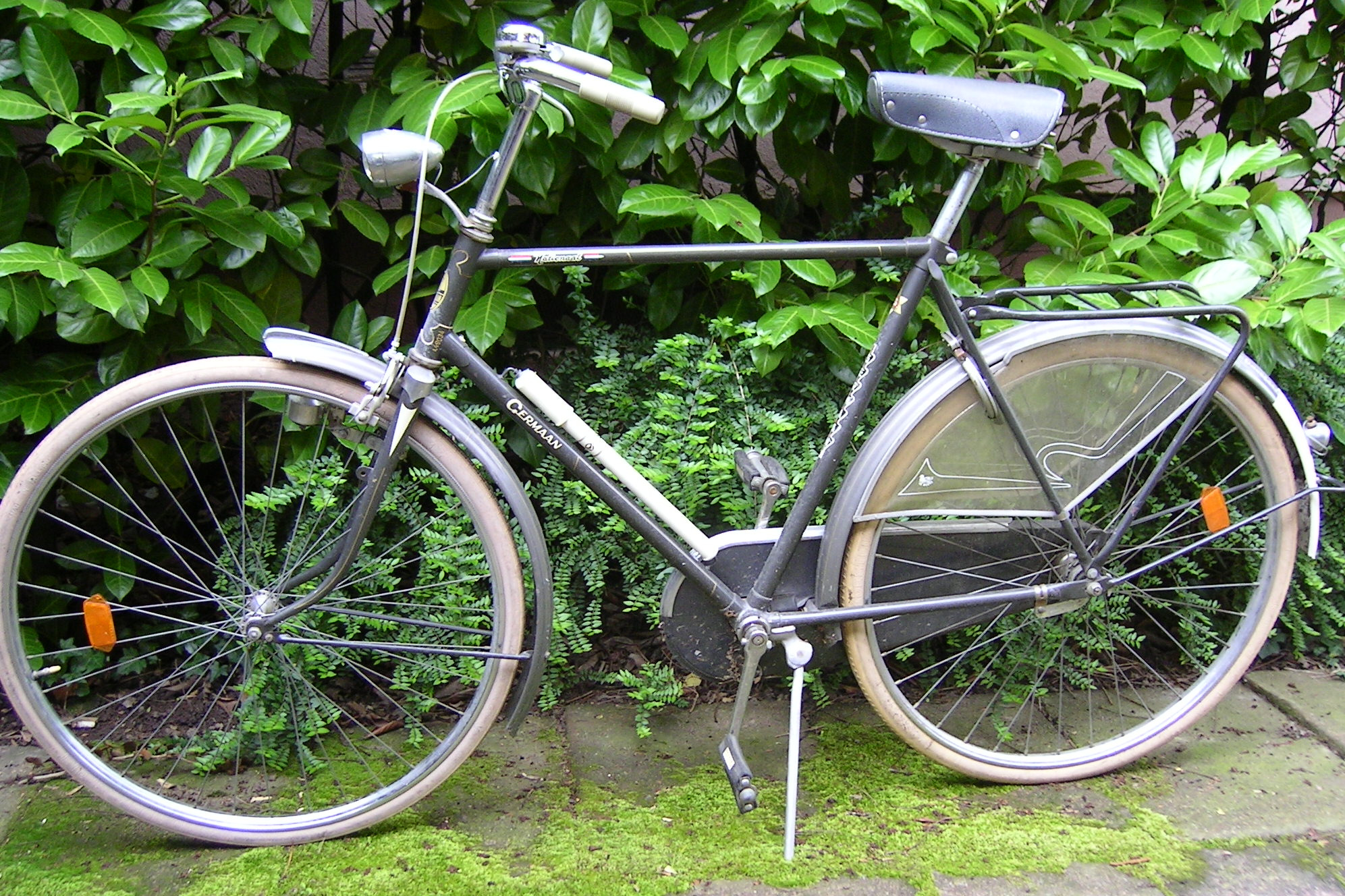
Germaan Nationaal von 1965

 Diese Räder haben in ihrer ursprünglichen Ausführung nur eine Rücktrittbremse. Für den Export nach Deutschland wurden die Räder mit auf das Vorderrad wirkenden Stempel- oder Felgenbremsen ausgerüstet.
In den 1960er Jahren gerieten viele niederländische Zweiradhersteller unter Druck. In einer Welle von Übernahmen und Zusammenschlüssen wurde Germaan 1963 von Phoenix (RMW-Motorradwerke) übernommen. Diese Firma hatte zuvor schon den Konkurrenten Fongers aus Groningen aufgekauft. Heute gehört das Gesamtunternehmen zu Batavus, Räder mit dem Namen Germaan werden allerdings nicht mehr angeboten.